# Jhegson Méndez
Jhegson Sebastián Méndez Carabalí (ur. 26 kwietnia 1997 w Mira) – ekwadorski piłkarz występujący na pozycji defensywnego pomocnika, reprezentant Ekwadoru, od 2025 roku zawodnik Independiente del Valle.